# خابوره ديه (سقز)
قرية خابوره ديه (بالكردية: خاپوورەدێ) هي إحدى القرى التابعة لـمیره دیه في ريف قسم مركزي من مقاطعة سقز، في محافظة كردستان الإيرانية.

## السكان
حسب إحصاءات سنة 2006، بلغ إجمالي السكان في خابوره ديه 239 نسمة وعدد المساكن 47 مسكن. لغة سكان خابوره ديه هي اللغة الكردية و هم من أهل السنة والجماعة والمذهب الشافعي.